# Movistar Open 2011 - Qualificazioni singolare
Le qualificazioni del singolare  del Movistar Open 2011 sono state un torneo di tennis preliminare per accedere alla fase finale della manifestazione. I vincitori dell'ultimo turno sono entrati di diritto nel tabellone principale. In caso di ritiro di uno o più giocatori aventi diritto a questi sono subentrati i lucky loser, ossia i giocatori che hanno perso nell'ultimo turno ma che avevano una classifica più alta rispetto agli altri partecipanti che avevano comunque perso nel turno finale.

## Giocatori

### Teste di serie
1. Daniel Muñoz de la Nava (secondo turno)
2. Rogério Dutra da Silva (primo turno)
3. Juan Pablo Brzezicki (ultimo turno)
4. Iván Navarro (ultimo turno)

1. Jorge Aguilar (qualificato)
2. Leonardo Tavares (secondo turno)
3. Ricardo Hocevar (qualificato)
4. Facundo Bagnis (qualificato)

### Qualificati
1. Jorge Aguilar
2. Ricardo Hocevar

1. Facundo Bagnis
2. Caio Zampieri

## Tabellone qualificazioni

### 1ª sezione
|  | Primo turno               | Primo turno               | Primo turno               | Primo turno | Primo turno |  |  | Secondo turno | Secondo turno             | Secondo turno             | Secondo turno | Secondo turno |   |   | Ultimo turno | Ultimo turno              | Ultimo turno | Ultimo turno | Ultimo turno |  |
|  |                           |                           |                           |             |             |  |  |               |                           |                           |               |               |   |   |              |                           |              |              |              |  |
|  | 1                         | Daniel Muñoz de la Nava   | Daniel Muñoz de la Nava   | 6           | 6           |  |  |               |                           |                           |               |               |   |   |              |                           |              |              |              |  |
|  |                           | Rodrigo Pérez             | Rodrigo Pérez             | 4           | 2           |  |  | 1             | Daniel Muñoz de la Nava   | Daniel Muñoz de la Nava   | 2             | 5             |   |   |              |                           |              |              |              |  |
|  | Javier Muñoz              | Javier Muñoz              | Javier Muñoz              | 4           | 1           |  |  |               | Guillermo Rivera-Aranguiz | Guillermo Rivera-Aranguiz | 6             | 7             |   |   |              |                           |              |              |              |  |
|  | Guillermo Rivera-Aranguiz | Guillermo Rivera-Aranguiz | Guillermo Rivera-Aranguiz | 6           | 6           |  |  |               |                           |                           |               |               |   |   |              | Guillermo Rivera-Aranguiz | 6            | 62           | 4            |  |
|  | Rafael Camilo             | Rafael Camilo             | Rafael Camilo             | 3           | 2           |  |  |               |                           | 5                         | Jorge Aguilar | 4             | 7 | 6 |              |                           |              |              |              |  |
|  | Martín Vassallo Argüello  | Martín Vassallo Argüello  | Martín Vassallo Argüello  | 6           | 6           |  |  |               | Martín Vassallo Argüello  | Martín Vassallo Argüello  | 4             | 4             |   |   |              |                           |              |              |              |  |
|  |                           | Nicolas Kauer             | Nicolas Kauer             | 5           | 2           |  |  | 5             | Jorge Aguilar             | Jorge Aguilar             | 6             | 6             |   |   |              |                           |              |              |              |  |
|  | 5                         | Jorge Aguilar             | Jorge Aguilar             | 7           | 6           |  |  |               |                           |                           |               |               |   |   |              |                           |              |              |              |  |

### 2ª sezione
|  | Primo turno          | Primo turno              | Primo turno              | Primo turno | Primo turno |  |  | Secondo turno        | Secondo turno        | Secondo turno        | Secondo turno   | Secondo turno   |   |   | Ultimo turno | Ultimo turno         | Ultimo turno         | Ultimo turno | Ultimo turno |  |
|  |                      |                          |                          |             |             |  |  |                      |                      |                      |                 |                 |   |   |              |                      |                      |              |              |  |
|  | 2                    | Rogério Dutra da Silva   | 3                        | 6           | 4           |  |  |                      |                      |                      |                 |                 |   |   |              |                      |                      |              |              |  |
|  |                      | Christian Lindell        | 6                        | 4           | 6           |  |  | Christian Lindell    | Christian Lindell    | Christian Lindell    | 67              | 1               |   |   |              |                      |                      |              |              |  |
|  | Alex Theiler         | Alex Theiler             | Alex Theiler             | 65          | 2           |  |  | Guillermo Hormazábal | Guillermo Hormazábal | Guillermo Hormazábal | 7               | 6               |   |   |              |                      |                      |              |              |  |
|  | Guillermo Hormazábal | Guillermo Hormazábal     | Guillermo Hormazábal     | 7           | 6           |  |  |                      |                      |                      |                 |                 |   |   |              | Guillermo Hormazábal | Guillermo Hormazábal | 0            | 2            |  |
|  | Víctor Núñez         | Víctor Núñez             | Víctor Núñez             | 2           | 2           |  |  |                      |                      | 7                    | Ricardo Hocevar | Ricardo Hocevar | 6 | 6 |              |                      |                      |              |              |  |
|  | Ricardo Urzúa-Rivera | Ricardo Urzúa-Rivera     | Ricardo Urzúa-Rivera     | 6           | 6           |  |  |                      | Ricardo Urzúa-Rivera | Ricardo Urzúa-Rivera | 65              | 64              |   |   |              |                      |                      |              |              |  |
|  | WC                   | Gonzalo de Urruticoechea | Gonzalo de Urruticoechea | 1           | 2           |  |  | 7                    | Ricardo Hocevar      | Ricardo Hocevar      | 7               | 7               |   |   |              |                      |                      |              |              |  |
|  | 7                    | Ricardo Hocevar          | Ricardo Hocevar          | 6           | 6           |  |  |                      |                      |                      |                 |                 |   |   |              |                      |                      |              |              |  |

### 3ª sezione
|  | Primo turno            | Primo turno                 | Primo turno                 | Primo turno | Primo turno |  |  | Secondo turno | Secondo turno          | Secondo turno          | Secondo turno  | Secondo turno  |   |   | Ultimo turno | Ultimo turno         | Ultimo turno         | Ultimo turno | Ultimo turno |  |
|  |                        |                             |                             |             |             |  |  |               |                        |                        |                |                |   |   |              |                      |                      |              |              |  |
|  | 3                      | Juan Pablo Brzezicki        | 7                           | 5           | 6           |  |  |               |                        |                        |                |                |   |   |              |                      |                      |              |              |  |
|  |                        | Juan Carlos Saez            | 6                           | 7           | 1           |  |  | 3             | Juan Pablo Brzezicki   | Juan Pablo Brzezicki   | 6              | 6              |   |   |              |                      |                      |              |              |  |
|  | Juan-Sebastián Vivanco | Juan-Sebastián Vivanco      | Juan-Sebastián Vivanco      | 6           | 6           |  |  |               | Juan-Sebastián Vivanco | Juan-Sebastián Vivanco | 1              | 3              |   |   |              |                      |                      |              |              |  |
|  | Tomislav Jotovski      | Tomislav Jotovski           | Tomislav Jotovski           | 1           | 3           |  |  |               |                        |                        |                |                |   |   | 3            | Juan Pablo Brzezicki | Juan Pablo Brzezicki | 5            | 4            |  |
|  |                        | František Čermák            | 3                           | 7           | 7           |  |  |               |                        | 8                      | Facundo Bagnis | Facundo Bagnis | 7 | 6 |              |                      |                      |              |              |  |
|  | WC                     | Michel Vernier              | 6                           | 5           | 6           |  |  |               | František Čermák       | František Čermák       | 7              | 0r             |   |   |              |                      |                      |              |              |  |
|  |                        | Cristóbal Saavedra-Corvalán | Cristóbal Saavedra-Corvalán | 6           | 4           |  |  | 8             | Facundo Bagnis         | Facundo Bagnis         | 65             | 0              |   |   |              |                      |                      |              |              |  |
|  | 8                      | Facundo Bagnis              | Facundo Bagnis              | 7           | 6           |  |  |               |                        |                        |                |                |   |   |              |                      |                      |              |              |  |

### 4ª sezione
|  | Primo turno   | Primo turno       | Primo turno      | Primo turno | Primo turno |  |  | Secondo turno | Secondo turno    | Secondo turno | Secondo turno | Secondo turno |   |   | Ultimo turno | Ultimo turno | Ultimo turno | Ultimo turno | Ultimo turno |  |
|  |               |                   |                  |             |             |  |  |               |                  |               |               |               |   |   |              |              |              |              |              |  |
|  | 4             | Iván Navarro      | 6                | 65          | 7           |  |  |               |                  |               |               |               |   |   |              |              |              |              |              |  |
|  |               | Santiago González | 3                | 7           | 67          |  |  | 4             | Iván Navarro     | Iván Navarro  | 6             | 6             |   |   |              |              |              |              |              |  |
|  | WC            | Gonzalo Lama      | Gonzalo Lama     | 6           | 6           |  |  | WC            | Gonzalo Lama     | Gonzalo Lama  | 2             | 3             |   |   |              |              |              |              |              |  |
|  | WC            | Osvaldo Aguirre   | Osvaldo Aguirre  | 0           | 0           |  |  |               |                  |               |               |               |   |   | 4            | Iván Navarro | Iván Navarro | 3            | 4            |  |
|  | Caio Zampieri | Caio Zampieri     | Caio Zampieri    | 6           | 6           |  |  |               |                  |               | Caio Zampieri | Caio Zampieri | 6 | 6 |              |              |              |              |              |  |
|  | David Marrero | David Marrero     | David Marrero    | 1           | 4           |  |  |               | Caio Zampieri    | 6             | 2             | 6             |   |   |              |              |              |              |              |  |
|  |               | Víctor Morales    | Víctor Morales   | 2           | 0           |  |  | 6             | Leonardo Tavares | 1             | 6             | 4             |   |   |              |              |              |              |              |  |
|  | 6             | Leonardo Tavares  | Leonardo Tavares | 6           | 6           |  |  |               |                  |               |               |               |   |   |              |              |              |              |              |  |